# Капітанівка (Конотопський район)
Капіта́нівка — село в Україні, у Дубов'язівській селищній громаді Конотопського району Сумської області. Населення становить 28 осіб. Колишній орган місцевого самоврядування — Курилівська сільська рада.

## Географія
Село Капітаноіка розташоване на правому березі водосховища Ромен, вище за течією на відстані 2 км розташоване село Шпотівка, нижче за течією на відстані 0.5 км розташоване село Курилівка, на протилежному березі — село Нехаївка.
По селу тече струмок, що пересихає, із заґатами.

## Історія
- Дочка власника земель Кандиби, на яких розташоване село, одружилася з військовим (капітаном), звідси й поселення назвали Капітанівка.
- Село постраждало внаслідок геноциду українського народу, проведеного окупаційним урядом СССР 1923-1933 та 1946-1947 роках.

## Населення

### Мова
Розподіл населення за рідною мовою за даними :
| Мова       | Кількість | Відсоток |
| ---------- | --------- | -------- |
| українська | 28        | 100%     |